# Eerste Slag om Fort Fisher
De Eerste Slag om Fort Fisher vond plaats tussen 23 december en 27 december 1864 in New Hanover County, North Carolina tijdens de Amerikaanse Burgeroorlog. De eerste Noordelijke aanval op het fort die de laatste operationele Zuidelijke haven beschermde, mislukte. De Noordelijke marine probeerde eerst om met een schip vol buskruit het fort op te blazen. Dit mislukte echter. Daarna voerde de marine een twee dagen durend bombardement uit op het fort. Op de tweede dag werden Noordelijke troepen aan land gebracht om het fort te bestormen. Dit werd echter afgelast toen het weer verslechterde.

## Achtergrond
Na de mislukte Bermuda Hundred-veldtocht werd generaal-majoor Benjamin Butler en zijn Army of the James ingezet om een amfibische landing uit te voeren om Fort Fisher in te nemen. Luitenant-generaal Ulysses S. Grant had oorspronkelijk een van Butlers officieren aangeduid, namelijk generaal-majoor Godfrey Weitzel. Bulter, als bevelhebber van het Departement of Virginia and North Carolina, eiste dit echter op voor zichzelf. Grant gaf uiteindelijk toe. De eenheden die geselecteerd werden voor de missie maakten deel uit van het Army of the James en bestonden uit de 2nd Division van het XXIV Corps, de 3rd Division van het XXV Corps en twee bataljons van zware artillerie en genie. Kolonel Cyrus B. Comstock, van Grants persoonlijke staf, ging mee als hoofdingenieur. De Noordelijke marine stond onder bevel van Rear Admiral David D. Porter die uit bijna 60 oorlogsschepen en talloze transportschepen bestond.
Butler bracht ook de USS Louisiana met zich mee. Dit schip was vol gestouwd met 200 ton buskruit en zou tot op 100 meter van het fort gebracht worden om daar tot ontploffing gebracht te worden. Hoewel er veel twijfel bestond onder de hogere officieren werd het plan toch goedgekeurd door Lincoln. De schepen zouden verzamelen bij Hampton Roads waar ook de troepen zouden inschepen. Omdat verschillende oorlogsschepen dienden gesleept te worden, vertrok de vloot 12 uur voor de transportschepen. De oorlogsschepen zouden voorraden inslaan in Beaufort en zich aansluiten bij de transportschepen bij Fort Fisher waar de Louisiana tot ontploffing gebracht zou worden en de troepen aan land zouden gebracht worden.
Fort Fisher, dat de bijnaam "Gibraltar van het Zuiden" droeg, lag op een strategisch punt aan de Cape Fear rivier. Het besloeg een oppervlakte van 14.500 vierkante voet en was omgeven door een 3 m hoge muur. Er waren verschillende bomvrije ruimtes in aangebracht tot soms 10 m hoog. Rond het fort lag een netwerk van mijnen, diepe grachten en een Abattis. In het fort stonden meer dan 50 zware kanonnen waarvan 15 van het type Columbiad en een 150-ponder Amstrong. Het garnizoen bestond uit 1.400 soldaten onder leiding van kolonel William Lamb. 6 km verder lagen er extra versterkingen onder de verantwoordelijkheid van generaal Braxton Bragg. Deze reserve bestond uit de divisie van generaal-majoor Robert Hoke die op 13 december arriveerde en die gedetacheerd was van het Army of Northern Virginia.

## De slag
De Noordelijken zouden normaal op 10 december vertrekken vanuit Hampton Roads. Door een winterstorm kon de vloot pas op 14 december vertrekken. De transportschepen die Butlers eenheden vervoerde, arriveerde als eerste bij Fort Fisher. Toen Porters schepen op de 19de december arriveerden, werd de vloot opnieuw door een storm getroffen. Verschillende transportschepen met de troepen van Butler dienden zich terug naar Beaufort te begeven. Toen de storm op 23 december was gaan liggen, besliste Porter om de aanval reeds te beginnen zonder Butler. Hij wou de Louisiana die nacht tot ontploffing brengen. Tegen middernacht was het schip de aangeduide plaats in brand gestoken. Het schip lag echter te ver van het fort om enig effect te sorteren.
De volgende morgen manoeuvreerde de vloot dichter bij het fort en opende het vuur. Ze hoopten het fort tot puin te schieten en/of het garnizoen tot overgave te dwingen. Ondanks de 10.000 granaten die die dag werden verschoten, was er slechts geringe schade. De Noordelijken hadden 23 slachtoffers gemaakt en enkele caissons met munitie vernietigd. De Zuidelijken daarentegen hadden 45 Noordelijke slachtoffers gemaakt en drie Noordelijke schepen geraakt.
Die avond arriveerden de transportschepen met de soldaten aan boord. Butler vreesde dat het bombardement en het tot ontploffing brengen van de Louisiana een amfibische landing zeer gevaarlijk zou maken. De Zuidelijken waren gewaarschuwd. Toch werd Butler overtuigd om een verkenningseenheid aan land te laten gaan om de haalbaarheid van een grootschalige landing te bepalen. De landing begon op 25 december. De divisie van brigadegeneraal Adelbert Ames ging als eerste aan land terwijl de Noordelijke vloot het bombardement hervatte. De Noordelijken veroverden een batterij die het strand ten noorden van het fort beschermde. De the 4th en 8th North Carolina Junior Reserve battalions gaven zich over. Na het inrichten van een defensieve linie stuurde Ames de brigade van Martin Curtis naar het fort op verkenning. Curtis stelde vast dat de muur aan de landzijde licht verdedigd werd en maakte zich op voor de aanval. Ames hield hem echter tegen. Butler was ervan overtuigd dat het fort te sterk was voor een rechtstreekse aanval. Er werden opnieuw stormen verwacht. De troepen werden opnieuw ingescheept en de vloot keerde terug naar Hampton Roads.

## Gevolgen
Na het fiasco bij Fort Fisher werd Butler door Grant van zijn commando ontgeven. Het Army of the James werd onder commando geplaatstvan generaal-majoor Edward Ord. Op 8 januari 1865 werd Butler ontslagen uit het leger. Een week later viel Fort Fisher toen generaal-majoor Alfred Terry in de tweede aanval op het fort succes kende.
De Zuidelijken verloren vijf doden, 56 gewonden en 600 gevangenen. De opgelopen schade aan het fort werd snel hersteld. De haven van Wilmington bleef in gebruik. Het eerste schip arriveerde net toen de Noordelijke floot was vertrokken. Hoewel Whiting en Lamb ervan overtuigd waren dat de Noordelijken snel zouden terugkeren, besliste Bragg om Hokes divisie terug te trekken om New Burn te heroveren.